# ژابن
ژابن (به لاتین: Žabeň) یک منطقهٔ مسکونی در جمهوری چک است که در شهرستان فریدک-میستک واقع شده‌است.